# Francine Dumas
Pour les articles homonymes, voir Dumas.
Francine Dumas (1917-1998) est une militante féministe protestante. Cofondatrice du Mouvement Jeunes Femmes, elle a été directrice des études à l'École de service social, puis est devenue écrivaine et journaliste.

## Biographie
Francine Buss est la fille de Charles Buss, directeur d'usine, et de Jeanne Küpfer. Elle étudie au Havre entre 1930 et 1937. Née dans une famille athée, elle fréquente la communauté protestante, à l'origine de sa conversion. Elle vient à Paris faire des études d'assistante sociale et obtient son diplôme en 1938. Elle obtient ensuite un diplôme de psychologie de l'enfant à l'université de la Sorbonne (1938-1942) et le diplôme de l'École du Louvre (1938-1941),. Francine Buss fréquente la paroisse protestante de la rue Tournefort, dans le quartier de la rue Mouffetard. Dans ce quartier populaire, les mouvements de jeunesse invitent les enfants du quartier à participer aux activités. Il faut donc plus d'animatrices pour les encadrer, c'est ainsi que Francine Buss devient cheftaine au sein de la Fédération française des éclaireuses dans la section unioniste. Son nom de totem est braise. Elle est aussi très engagée au sein de la « Fédé » dans laquelle elle anime un groupe d'étudiants. Elle travaille comme assistante sociale de 1938 à 1943.

## Résistante
Le 16 juillet 1942, lors la Rafle du Vel d'Hiv, elle travaille pour un service d'accueil sur place. Elle s'engage ensuite dans la Résistance. Elle est par ailleurs secrétaire nationale de la « Fédé » de la zone Nord de 1943 à 1944. Elle y rencontre André Dumas avec qui elle se marie le 12 juillet 1944. Le couple a deux enfants.

## Le mouvement Jeunes Femmes
Après la guerre, Francine Dumas, Jeanne Lebrun et Suzette Duflo participent à la création de l'Association des groupes jeunes femmes, qui devient en 1949 le mouvement Jeunes Femmes,. Elle en sera une membre active en participant au bureau et à l'équipe nationale jusqu'en 1968. Le mouvement Jeunes Femmes s'engage en faveur du contrôle des naissances dès 1955 et, en 1957, une déléguée du mouvement devient membre du conseil d'administration de la Maternité heureuse.  
En mai-juin 1956, le numéro consacré au contrôle des naissances offre une tribune à la Maternité heureuse. Francine Dumas y rédige deux articles : « Arguments pour ou contre le birth control » et « Comment la question se pose-t-elle aujourd'hui ? ». 
En 1956, la famille s'installe à Strasbourg, puis en 1961 à Paris, au gré des affectations d'André Dumas. Entre 1960 et 1968, Francine est professeure et directrice des études à l’École pratique de service social. Dans la revue Jeunes Femmes, elle écrit un article en 1961 intitulé « Le travail à temps partiel ».

## Activités éditoriales et de journalisme
Francine Dumas écrit régulièrement des articles pour le bulletin Jeunes Femmes (1952-1969). Elle publie deux ouvrages, L’autre semblable (1966),  et contribue par un chapitre, intitulé « L'engagement dans le mariage » à l'ouvrage collectif Engagement et fidélité (1990).
Le couple étant passionné de cinéma, ils écrivent à deux L’amour et la mort au cinéma en 1983.
Francine Dumas écrit un chapitre dans Femmes du XXe siècle, Quatrième semaine de la pensée marxiste, Paris, 20-27 janvier 1965. Elle est membre du comité directeur d'Esprit, où siège également André. Après avoir commencé par tenir dans la revue Jeunes Femmes la rubrique « Que lire ? » et « L’Écran », elle écrit régulièrement pour de nombreux périodiques, notamment Réforme, la Vie spirituelle, Le Supplément, Christianisme social, ou encore Esprit. Mais la qualité de son travail « ne sera jamais reconnu à la hauteur de ce qu'il faudrait car c'est une femme ». À partir de 1980, elle est membre active du Parti socialiste. 
André Dumas meurt en 1996. La maladie de Francine Dumas l'éloignera de ses amis à la fin de sa vie. Elle meurt le 8 février 1998 à Paris.